# Eprhopalotus
Eprhopalotus is een geslacht van vliesvleugeligen uit de familie Eulophidae. De wetenschappelijke naam van dit geslacht is voor het eerst geldig gepubliceerd in 1916 door Girault.

## Soorten
Het geslacht Eprhopalotus omvat de volgende soorten:
- Eprhopalotus canaliculatus Hansson, 2004
- Eprhopalotus cordylatus Hansson, 2004
- Eprhopalotus crinitus Hansson, 2004
- Eprhopalotus hansoni (Schauff, 1991)
- Eprhopalotus purpureithorax Girault, 1916